# Stessa spiaggia, stesso mare
| Оценки критиков | Оценки критиков |
| Источник        | Оценка          |
| --------------- | --------------- |
| Raro!           | без оценки      |

Stessa spiaggia, stesso mare (с итал. — «Тот же пляж, то же море») — шестой студийный альбом итальянской певицы Мины, выпущенный в 1963 году на лейбле Italdisc.

## Об альбоме
На альбоме присутствуют только четыре новые песни («Non piangerò», «Chega de saudade», «A Volte» и «Eravamo in tre»), остальные ранее уже были выпущены в качестве синглов. Сингл «Stessa spiaggia, stesso mare» достиг четвёртого места в итальянском хит-параде.
Многие песни с альбома были перезаписаны Миной на разных языках. «Stessa spiaggia, stesso mare» была записана на французском языке («Tout s’arrange quand on s’aime») и на испанском («La misma playa»). «Mi guardano» имеет две разные версии: на испанском языке («Me miran») и вторую итальянскую версию (для альбома 1970 года …quando tu mi spiavi in cima a un batticuore…). Трек «Non piangerò» был записан ещё на трех языках: английском («Just Let Me Cry»), испанском («Déjame llorar») и французском («Pleurer pour toi»). Мина спела оригинальную немецкую версию «Sì, lo so» («Heißer Sand»), а также испанскую («Un desierto») и французскую («Notre étoile»). В 2005 году она перезаписала «Dindi» на английском языке для альбома L’allieva.
Оригинальные версии песен были включены во множество неофициальных сборников в 1990-е годы, официально ремастеринговые версии песен из альбома были изданы на сборнике Ritratto: I singoli Vol. 2 в 2010 году. Сам альбом был переиздан в 1998 году лейблом Raro! Records.
Это был последний студийный альбом Мины, выпущенный на лейбле Italdisc, вскоре певица перешла с него на Ri-Fi.

## Список композиций
| №  | Название                         | Автор(ы)                                 | Длительность |
| -- | -------------------------------- | ---------------------------------------- | ------------ |
| 1. | «Stessa spiaggia, stesso mare»   | Могол, Пьеро Соффичи                     | 2:12         |
| 2. | «Stranger Boy»                   | Лео Кьоссо, Умберто Проус                | 3:01         |
| 3. | «Mi guardano»                    | Лео Кьоссо, Умберто Проус                | 2:44         |
| 4. | «Qué no, qué no!»                | Туллио Романо, Пьетро Кодевилла          | 1:47         |
| 5. | «Non piangerò (Just Let Me Cry)» | Лео Кьоссо, Бен Ралей                    | 2:20         |
| 6. | «Si, lo so (Heißer Sand)»        | Могол, Альберто Теста, Вернер Шарфенберг | 3:02         |

| №  | Название                             | Автор(ы)                                | Длительность |
| -- | ------------------------------------ | --------------------------------------- | ------------ |
| 1. | «La ragazza dell’ombrellone accanto» | Вито Паллавичини, Витторио Буффоли      | 2:25         |
| 2. | «Dindi»                              | Джорджо Калабрезе, Антониу Карлос Жобин | 2:21         |
| 3. | «Ollallà, Gigì»                      | Вито Паллавичини, Витторио Буффоли      | 2:14         |
| 4. | «Chega de saudade»                   | Джорджо Калабрезе, Антониу Карлос Жобин | 2:51         |
| 5. | «A volte (Pretend That I’m Her)»     | Лео Кьоссо, Норман Бламан, Сэм Бобрик   | 2:22         |
| 6. | «Eravamo in tre»                     | Джузеппе Капоторо, Романо Фаринатти     | 2:03         |